# Rivière Sanirqitik
La rivière Sanirqitik est un tributaire de la rive est de la rivière Deharveng dont les eaux se déversent successivement dans le lac aux Feuilles et dans la baie d'Ungava. La rivière Sanirqitik coule dans le territoire non organisé de la Rivière-Koksoak, situé dans la région administrative du Nord-du-Québec, au Québec, au Canada.

## Géographie
Les principaux bassins versants de la rivière Sanirqitik sont : 
- côté nord : rivière Deharveng, baie Ungavatuaq, baie Sèche, lac aux Feuilles ;
- côté est : rivière Compeau, lac Bouchard, lac Ukunngaalik ;
- côté sud : lac Saint-Pierre, lac Thévenet, rivière aux Mélèzes, rivière Koksoak ;
- côté ouest : rivière Deharveng, rivière Bérard[2].

Un petit lac sans nom (altitude : 224 m) constitue le plan d'eau de tête de la rivière Sanirqitik. Ce plan d'eau est situé à 1,8 km au sud-est du lac Albert et à 1,6 km à l'ouest du lac Saint-Pierre. À partir de l'embouchure de ce lac, le courant coule sur 3,3 km en traversant quatre lacs jusqu'à la rive est du lac Albert (longueur : 5 km ; altitude : 190 m). Le courant traverse ce dernier sur 2,6 km vers le nord jusqu'à son embouchure.
De là, la rivière Sanirqitik coule sur 5,8 km vers le nord, en traversant une partie du lac Lafortune (longueur : 6,0 km ; altitude : 188 m), jusqu'à la rive est d'un lac sans nom (altitude : 181 m). Le courant traverse ce dernier sur 1,5 km. De là, le courant coule sur 38,7 km vers le nord-ouest en traversant sur 4,2 km le lac Faujas (altitude : 153 m) qui a la forme d'un S.
L'embouchure de la rivière Sanirqitik se déverse sur la rive est de la rivière Deharveng, à 4,2 km de l'embouchure de cette dernière. La rivière Deharveng se déverse au fond de la baie Ungavatuaq, qui constitue un appendice sur le littoral sud de la baie Sèche. Cette dernière constitue un appendice du lac aux Feuilles lequel se connecte au littoral est de la baie d'Ungava.

## Toponymie
Le toponyme Rivière Sanirqitik a été officialisé le 29 mars 1996 à la Commission de toponymie du Québec.